# Aitne (vệ tinh)
Aitne /ˈeɪtniː/, hay còn được gọi là Jupiter XXXI là một vệ tinh dị hình chuyển động nghịch hành của Sao Mộc. Nó được phát hiện bởi một nhóm các nhà thiên văn học đến từ Đại học Hawaii do Scott S. Sheppard, phát hiện vào năm 2001, và tên được chỉ định tạm thời là S/2001 J 11. Nó thuộc nhóm Carme, được tạo thành từ các vệ tinh dị hình chuyển động nghịch hành quanh Sao Mộc ở khoảng cách từ 23 đến 24 Gm và ở độ nghiêng khoảng 165°.
Aitne có đường kính khoảng 3 km, và cách quỹ đạo của Sao Mộc ở một khoảng cách trung bình 22.285.000 km trong 712,04 ngày, ở độ nghiêng của 166 ° so với mặt phẳng hoàng đạo (164° đến xích đạo của Sao Mộc), chuyển động theo hướng nghịch với vật thể trung tâm của nó và có độ lệch tâm là 0,393.
Nó được đặt tên chính thức vào tháng 8 năm 2003 với tên Aitna hoặc Aitne, hiện thân thiêng liêng của núi Etna, có các con trai của thần Zeus (Jupiter) là Palici, hai vị thần Sicilia của mạch nước phun (tác giả khác cho rằng họ là hậu duệ của Thalia và/hoặc Hephaistos).